# Här stannar jag kvar (singolo)
Här stannar jag kvar è il secondo singolo della cantante svedese Sandra Dahlberg, scritto e composto dalla stessa cantante in collaborazione con Johan Becker e pubblicato a gennaio 2004 su etichetta discografica Mariann Grammofon. È incluso nell'album di debutto omonimo della cantante.
Con questo brano Sandra ha partecipato a Melodifestivalen 2004, la selezione nazionale svedese per l'Eurovision Song Contest. Si è esibita una prima volta nella terza semifinale ad Umeå il 6 marzo 2004, ottenendo 134.717 singoli televoti e accedendo di diritto alla finale del 20 marzo a Stoccolma. Qui ha ottenuto 8 punti dalle giurie regionali, risultando nona su dieci partecipanti, e 11 dal televoto, con 82.492 voti dal pubblico, il settimo numero più grande della serata. Con un totale di 19 punti, Sandra si è classificata ottava.
Här stannar jag kvar ha raggiunto l'ottavo posto nella classifica dei singoli più venduti in Svezia ed è rimasto nella top 60 per 12 settimane.

## Tracce
CD e download digitale
1. Här stannar jag kvar – 2:57
2. Förrän elden – 3:14

## Classifiche
| Classifica (2004) | Posizione massima |
| ----------------- | ----------------- |
| Svezia            | 8                 |